# Santa Bárbara (Suchitepéquez)
Santa Bárbara – miasto na południowym zachodzie Gwatemali, w departamencie Suchitepéquez. Według danych szacunkowych z 2012 roku liczba mieszkańców wynosiła 26 163 osób. 
Santa Bárbara leży około 43 km na wschód od stolicy departamentu – miasta Mazatenango. Miejscowość leży na wysokości 389 metrów nad poziomem morza, w obniżeniu pod wulkanem Atitlán w górach Sierra Madre de Chiapas, w odległości około 50 km od wybrzeża Pacyfiku. 

## Gmina Santa Bárbara
Miejscowość jest także siedzibą władz gminy o tej samej nazwie, która jest jedną z dwudziestu gmin w departamencie. W 2013 roku gmina liczyła 22 749 mieszkańców. Gmina jak na warunki Gwatemali jest średniej wielkości, a jej powierzchnia obejmuje 177 km². 
Mieszkańcy gminy utrzymują się głównie z hodowli zwierząt, uprawy roli i rzemiosła. W rolnictwie dominuje uprawa trzciny cukrowej, kawowca, kukurydzy i roślin z gatunku Citronella costarricensis oraz pozyskiwaniem kauczuku naturalnego.
Klimat gminy jest równikowy, według klasyfikacji Köppena, należy do klimatów tropikalnych monsunowych, z wyraźną porą deszczową występującą od maja do października.